# Stephanopis rhomboidalis
Stephanopis rhomboidalis är en spindelart som beskrevs av Simon 1886. Stephanopis rhomboidalis ingår i släktet Stephanopis och familjen krabbspindlar.
Artens utbredningsområde är Madagaskar. Inga underarter finns listade i Catalogue of Life.